# La Feuillée
La Feuillée település Franciaországban, Finistère megyében. Lakosainak száma 684 fő (2022. január 1.). La Feuillée Berrien, Botmeur, Brennilis, Commana, Huelgoat és Plounéour-Ménez községekkel határos.

## Népesség
A település népességének változása:
| Lakosok száma | 781  | 619  | 555  | 657  | 632  | 638  | 641  | 642  | 656  | 684  |
|               | 1968 | 1982 | 1990 | 2006 | 2013 | 2015 | 2017 | 2019 | 2020 | 2022 |